# ویسوچکی اودورووتسی
ویسوچکی اودورووتسی (به صربی: Visočki Odorovci) یک منطقهٔ مسکونی در صربستان است که در دیمیتروگراد واقع شده‌است. ویسوچکی اودورووتسی ۱۳۵ نفر جمعیت دارد.